# MSDN アカデミック アライアンス
MSDN アカデミック アライアンス (MSDN Academic Alliance; MSDN AA) は、計算機科学、情報工学、情報技術、および関連する分野の学生と教職員に安価にマイクロソフト製ソフトウェアを提供するマイクロソフト (MSDN) のプログラム。利用料金は参加する学校または学部などが支払う。各学校が得るソフトウェアの種類はその学校ごとに結ばれる契約による。このプログラムの対象は主に四年制大学、短期大学、高等専門学校、認可された専門学校等である。かつては高等学校用のプログラム (MSDN AA 高等学校版; MSDN AA HS) も、別に存在したが、2011年1月20日をもって終了した。
MSDN AAの利点は、参加した学部などがWindows OS (Windows Vista Business Editionなど)、Visual Studio、および研究室のコンピュータのための他のマイクロソフト製品を無料で利用できることである。また、一定の要件を満たしている学生と教職員がWindows VistaとVisual Studioを含む一部のマイクロソフト製品を教科学習のために無料で利用することが可能である。
名前にMSDNと付いているが、MSDN AAのアカウントはMSDNのアカウントではないので、MSDN AAのアカウントによって、MSDNのウェブサイトの加入者専用のセクションやダウンロードサービスにアクセスすることはできない。MSDN AAのソフトウェアの提供は、DVDの貸し出しまたは大学、あるいは高校自身等によって運営されるウェブサイトを通して行われる。
このプログラムに対して、マイクロソフトがソフトウェア開発のためにと出資し、それによって卒業後の学生をも束縛しているという批判がある。これは学生に高価だが有益なソフトウェアを格安で提供する慈善行為であると同時に、学生と教師のオープンソースソフトウェアの使用を控えさせる広告キャンペーンであるという主張による。しかし、MSDN AAでは、Microsoft Officeの主要製品（Word, Excel, PowerPoint）などは提供されないことになっている。
プログラムにはいくつかの制限事項が設けられており、例えば提供されたWindows上での電子商取引アプリケーションの利用や電子メールサーバーの利用などは許容されていない。これらはアカデミック版とも異なるものである。